# Auguste Nélaton

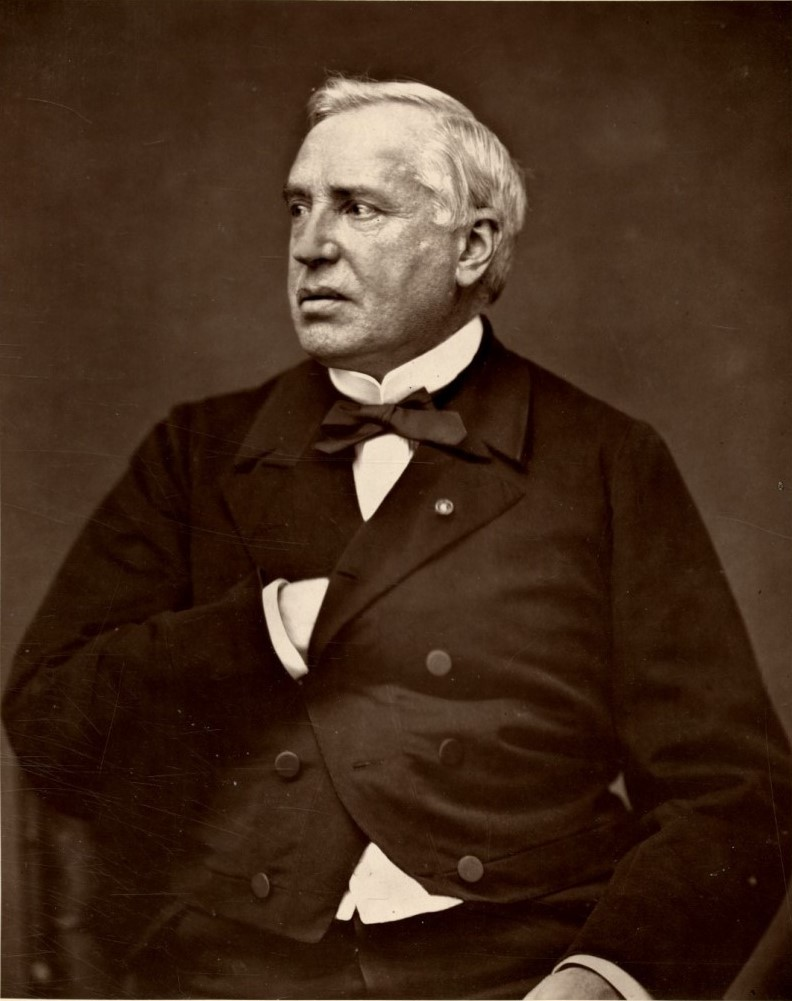
Auguste Nélaton

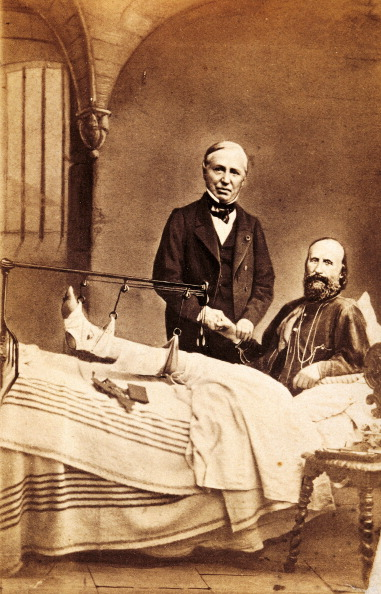
Nélaton und Giuseppe Garibaldi

Auguste Nélaton (* 17. Juni 1807 in Paris; † 21. September 1873 ebenda) war ein französischer Chirurg.

## Werdegang
Nélaton studierte in Paris Medizin und schloss sein Studium im Jahre 1836 mit einer Promotionsarbeit zu den Auswirkungen der Tuberkulose auf die Knochen ab. Er arbeitete als Chirurg unter anderem am Hôpital Saint-Louis in Paris, seine Berufung als Professor für Chirurgie folgte 1851. Er legte 1867 seine Professur nieder und wurde kaiserlicher Chirurg. Im selben Jahr wurde er Mitglied der Académie des sciences.

## Werk
Er beschrieb als Erster die Hämatozele, entwickelte eine Reihe von Operationsverfahren für die plastische Chirurgie und eine spezielle Form der Ligatur. Von ihm stammt auch die Nélaton-Sonde, eine medizinische Sonde mit einer Porzellanspitze, die zur Auffindung von Fremdkörpern Verwendung fand. Sie wurde von ihm mit Erfolg bei der Entfernung einer Kugel aus Garibaldis Fußgelenk eingesetzt, eine seiner bekanntesten Operationen. Eine weitere Erfindung des Chirurgen ist der Nelaton-Katheter, ein weicher, gerader Blasenkatheter aus vulkanisiertem Kautschuk zur schonenden Harnableitung.
Ebenfalls nach Nélaton benannt wurden der Nelaton–Tumor (Knochentumor), das Nélaton-Syndrom (eine seltene Erbkrankheit) und die Roser-Nélaton-Linie.

## Veröffentlichungen
- Recherches sur l’affection tuberculeuse des os. Promotion. Paris 1836.
- Traité des tumeurs de la mamelle. 1839.
- Éléments de pathologie chirurgicale. 5 Bände, Germer-Baillière, Paris 1844–1860.
- Leçons sur l’hématocèle rétro-utérine. In: Gazette des Hôpitaux, Band 3, (Paris) 1851, S. 573, 578 f. und 581, Band 4, 1852, S. 45 f. und 66 f.
- De l’influence de la position dans les maladies chirurgicales. Habilitation. Germer-Baillière, Paris 1851.
- Parallèle des divers modes opératoires dans le traitement de la cataracte.
- Éléments de pathologie chirurgicale. 5 Bände, Paris 1844–1859.